# Brendan Boyle
Brendan Francis Boyle, född 6 februari 1977 i Philadelphia i Pennsylvania, är en amerikansk demokratisk politiker. Han är ledamot av USA:s representanthus sedan 2015.
Boyle avlade 1999 kandidatexamen vid University of Notre Dame och 2005 masterexamen vid Harvard University. Han besegrade republikanen Dee Adcock i mellanårsvalet i USA 2014.
Brendan är gift med Jennifer, en lärare i den offentliga skolan i Montgomery County; paret har ett barn som heter Abigail och bor i stadsdelen Somerton i nordöstra Philadelphia.